# Tamara Press

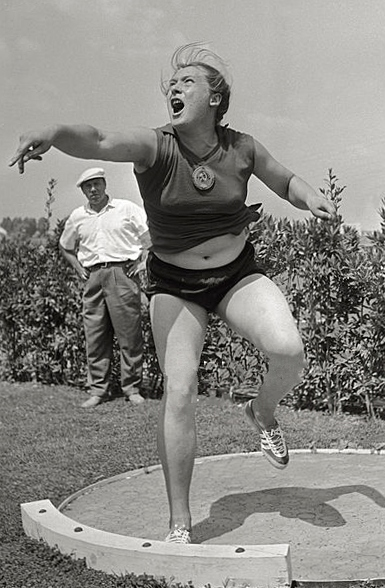
Tamara Press in actie tijdens de OS van 1960.

Tamara Natanovna Press (Russisch: Тамара Натановна Пресс, Oekraïens: Тамара Натанівна Пресс) (Charkov, 10 mei 1937 – Moskou, 26 april 2021) was in de jaren zestig een sterke Sovjet kogelstootster en discuswerpster. Samen met haar jongere zusje Irina Press, eveneens atlete, vormde ze wat men toentertijd de Press Sisters noemde. Beide zussen wonnen bijna alles wat er te winnen viel. Op de Olympische Spelen won Tamara drie gouden en één zilveren medaille. Ze werd driemaal Europees kampioene, meerdere malen Sovjet-kampioene en verbeterde op zowel het kogelstoten als het discuswerpen zesmaal het wereldrecord.

## Biografie

### Jeugd en studie
The Press Sisters waren symbool voor de tijdgeest in de Sovjet-Unie. Tamara en Irina waren de meest populaire sportidolen. Hun biografie was typisch voor die tijd: in het Oekraïense Charkov geboren uit Joodse ouders, waarvan de vader was gestorven in de oorlog, omdat de Duitse troepen hun land hadden bezet en verwoest, groeiden ze op ver van hun moederland, nadat hun moeder haar dochters had meegenomen naar Samarkand in Oezbekistan, waar zij hun atletiektraining oppakten. In 1955 verhuisde Tamara naar Leningrad, waar zij ging studeren aan de Staatsuniversiteit en in contact kwam met de bekende trainer Viktor Alekseyev. Een jaar later stond zij al op de kandidatenlijst voor het olympisch team, maar liep zij haar uiteindelijke uitzending naar de Spelen van 1956 mis vanwege de sterke concurrentie op de werpnummers in eigen land.

### Eerste successen
Haar eerste succes behaalde Tamara Press in 1958 door in Stockholm Europees kampioene te worden op het discuswerpen. Met 53,32 m versloeg ze de Tsjechische Štepánka Mertová (zilver) en de West-Duitse Kriemhild Hausmann. Tevens veroverde zij op dit kampioenschap een bronzen medaille op het onderdeel kogelstoten.
Op de Olympische Spelen van 1960 in Rome won Tamara Press een gouden medaille bij het kogelstoten en een zilveren medaille met discuswerpen. Twee jaar later op de EK van 1962 in Belgrado werd ze Europees kampioene kogelstoten en discuswerpen. Op de Olympische Spelen in 1964 in Tokio behaalde ze op beide disciplines opnieuw het goud.

### Vragen over hun geslacht
Over beide Joodse zusjes is heel wat beweerd wat betreft hun geslacht. De roddels werden aangewakkerd, toen een seksetest op de wedstrijdlocatie in 1966 werd verplicht voor alle internationale wedstrijden en de beide sportsters dat jaar niet meer aan wedstrijden deelnamen. De westerse pers zag dit als een bevestiging. Russische kranten spreken nog altijd alle aantijgingen tegen. De gezusters Press zijn nooit aan een seksetest onderworpen geweest, dus definitieve uitspraken kunnen er niet over gedaan worden.

### Carrière buiten de atletiek
Nadat de kandidaatstelling van Rusland voor de Europese kampioenschappen teruggetrokken werd, maakten beide zusjes carrière buiten de atletiek. Irina ging werken als officier bij de grenstroepen van de KGB. Tamara werd bouwkundige en schreef talrijke vakboeken over haar beroep en ook over sport. Later bekleedden beide dames in de Russische sport allerlei erebanen.

## Titels
- Olympisch kampioene kogelstoten - 1960, 1964
- Olympisch kampioene discuswerpen - 1964
- Europees kampioene kogelstoten - 1962
- Europees kampioene discuswerpen - 1958, 1962
- Universiade kampioene kogelstoten - 1961, 1963, 1965
- Universiade kampioene discuswerpen - 1961, 1963, 1965
- World Student Games kampioene kogelstoten - 1959, 1962
- World Student Games kampioene discuswerpen - 1959, 1962
- Sovjet kampioene kogelstoten - 1960, 1961, 1962, 1963, 1964, 1965, 1966
- Sovjet kampioene discuswerpen - 1960, 1961, 1962, 1963, 1964, 1965, 1966
- Sovjet indoorkampioene kogelstoten - 1964, 1965

## Wereldrecords

### kogelstoten
- 18,59 m - Kassel, 19 september 1965
- 18,55 m - Belgrado, 12 september 1962
- 18,55 m - Leipzig, 10 juni 1962
- 17,78 m - Moskou, 13 augustus 1960
- 17,42 m - Moskou, 16 juli 1960
- 17,25 m - Naltsjik, 26 april 1959

### discuswerpen
- 59,70 m - Moskou, 11 augustus 1965
- 59,29 m - Moskou, 18 mei 1963
- 58,98 m - Londen, 20 september 1961
- 58,06 m - Sofia, 1 september 1961
- 57,43 m - Moskou, 15 juli 1961
- 57,15 m - Rome, 12 september 1960

## Palmares

### kogelstoten
- 1958:  EK - 15,53 m
- 1959:  UIE World Student Games - 16,65 m
- 1960:  Sovjet-kamp. - 17,42 m
- 1960:  OS - 17,32 m
- 1961:  Sovjet-kamp. - 16,95 m
- 1961:  Universiade - 17,12 m
- 1962:  Sovjet-kamp. - 17,50 m
- 1962:  EK - 18,55 m
- 1962:  UIE World Student Games - 16,96 m
- 1963:  Sovjet-kamp. - 17,53 m
- 1963:  Universiade - 17,29 m
- 1964:  Sovjet-indoorkamp. - 17,70 m
- 1964:  Sovjet-kamp. - 17,98 m
- 1964:  OS - 18,14 m
- 1965:  Sovjet-indoorkamp. - 17,75 m
- 1965:  Europacup - 18,59 m
- 1965:  Sovjet-kamp. - 17,82 m
- 1965:  Universiade - 18,31 m
- 1966:  EK indoor - 17,00 m
- 1966:  Sovjet-kamp. - 17,77 m

### discuswerpen
- 1958:  EK - 53,32 m
- 1959:  UIE World Student Games - 55,80 m
- 1960:  Sovjet-kamp. - 55,57 m
- 1960:  OS - 52,59 m
- 1961:  Sovjet-kamp. - 56,20 m
- 1961:  Universiade - 58,06 m
- 1962:  Sovjet-kamp. - 58,17 m
- 1962:  EK - 56,91 m
- 1962:  UIE World Student Games - 54,59 m
- 1963:  Sovjet-kamp. - 57,63 m
- 1963:  Universiade - 55,90 m
- 1964:  Sovjet-kamp. - 57,34 m
- 1964:  OS - 57,27 m
- 1965:  Sovjet-kamp. - 55,46 m
- 1965:  Universiade - 53,62 m
- 1965:  Europacup - 54,82 m
- 1966:  Sovjet-kamp. - 54,70 m

1948: Micheline Ostermeyer ·
1952: Galina Zybina ·
1956: Tamara Tysjkevitsj ·
1960: Tamara Press ·
1964: Tamara Press ·
1968: Margitta Gummel ·
1972: Nadezjda Tsjizjova ·
1976: Ivanka Hristova ·
1980: Ilona Slupianek ·
1984: Claudia Losch ·
1988: Natalja Lisovskaja ·
1992: Svetlana Kriveljova ·
1996: Astrid Kumbernuss ·
2000: Janina Koroltsjik ·
2004: Yumileidi Cumbá ·
2008: Valerie Vili ·
2012: Valerie Adams ·
2016: Michelle Carter ·
2020: Gong Lijiao ·
2024: Yemisi Ogunleye
1928: Halina Konopacka ·
1932: Lillian Copeland ·
1936: Gisela Mauermayer ·
1948: Micheline Ostermeyer ·
1952: Nina Romasjkova ·
1956: Olga Fikotová ·
1960: Nina Romasjkova ·
1964: Tamara Press ·
1968: Lia Manoliu ·
1972: Faina Melnik ·
1976: Evelin Schlaak ·
1980: Evelin Jahl ·
1984: Ria Stalman ·
1988: Martina Hellmann ·
1992: Maritza Martén ·
1996: Ilke Wyludda ·
2000: Ellina Zvereva ·
2004: Natalja Sadova ·
2008: Stephanie Brown-Trafton ·
2012: Sandra Perković ·
2016: Sandra Perković ·
2020: Valarie Allman ·
2024: Valarie Allman
- World Athletics: 14430595
- Nationale Bibliotheek van Letland: 000305894
- Virtual International Authority File: 6822154260707224480006